# 拉茲迪亞伊
拉茲迪亞伊是立陶宛的城市，毗鄰與波蘭接壤的邊境，由阿利圖斯縣負責管轄，海拔高度126米，面積4.8平方公里，2010年人口4,792。第二次世界大戰期間，納粹德國在1941年11月3日殺害當地約1,500名猶太人居民。